# Mark Siebel
Mark Siebel (* 1964 in Ahlen) ist ein deutscher Philosoph und Hochschullehrer.

## Leben
Mark Siebel studierte Philosophie, Physik, Geschichte der Naturwissenschaften sowie Erziehungswissenschaften an der Universität Hamburg und schloss sein Studium 1993 mit einer Magisterarbeit zum Begriff der Ableitbarkeit bei Bolzano ab, die er bei Wolfgang Künne verfasste. Anschließend war er von 1993 bis 1996 wissenschaftlicher Mitarbeiter im Philosophischen Seminar der Universität Hamburg. Die Promotion zum Dr. phil. erfolgte 1998 ebenfalls bei Wolfgang Künne. Siebel übernahm eine Assistenzvertretung am Institut für Philosophie der Universität Leipzig, war Gastwissenschaftler am Institut für Philosophie der Universität Salzburg, Lehrbeauftragter am Institut für Philosophie der Universität Bern und von 2004 bis 2007 schließlich wissenschaftlicher Mitarbeiter am Philosophischen Seminar der Universität Hamburg bei Ulrich Gähde. 2007 wurde er an der Universität Hamburg habilitiert und hat seitdem einen Lehrstuhl für Theoretische Philosophie mit einem systematischen Schwerpunkt an der Carl von Ossietzky Universität Oldenburg inne. Dort war er von 2013 bis 2017 Studiendekan der Fakultät IV und ist seitdem Prodekan dieser Fakultät. Gegenwärtig ist er zudem stellvertretender Direktor des dortigen Instituts für Philosophie. Von 2010 bis 2019 war Siebel außerdem als Schatzmeister im Vorstand der Gesellschaft für Analytische Philosophie.

## Schwerpunkte
Zu Mark Siebels Forschungsschwerpunkten gehören unter anderem Erkenntnis- und Wissenschaftstheorie (hier insbesondere wahrscheinlichkeitstheoretische Ansätze, Kohärenz, Stützung und epistemische Werte), Philosophie der Sprache (hier insbesondere Sprechakttheorie, Bedeutung und Kommunikation), Philosophie des Geistes (hier insbesondere Wahrnehmung, Erinnerung und Begriffsbesitz), Logik, Ursprünge der analytischen Philosophie bei Bolzano und Frege sowie Bedarfsgerechtigkeit.
Seit April 2015 erforscht er „Maße der Bedarfsgerechtigkeit, Expertise und Kohärenz“ im Rahmen eines von der Deutschen Forschungsgemeinschaft finanzierten Projekts zu „Bedarfsgerechtigkeit und Verteilungsprozeduren“. Hier nutzt er im Rahmen der Experimentellen Philosophie auch Methoden aus den Bereichen der Empirischen Sozialforschung und der Experimentellen Ökonomie.

## Publikationen (Auswahl)

### Monografien
- Mark Siebel: Erinnerung, Wahrnehmung, Wissen. Mentis, Paderborn 2000, ISBN 978-3-89785-055-2 (290 S.).
- Mark Siebel: Der Begriff der Ableitbarkeit bei Bolzano (= Beiträge zur Bolzano-Forschung. Nr. 7). Academia, Sankt Augustin 1996, ISBN 978-3-89665-008-5 (282 S.).

### Herausgaben
- Alexander Max Bauer, Gregor Damschen und Mark Siebel (Hrsg.): Paradoxien. Grenzdenken und Denkgrenzen von A(llwissen) bis Z(eit). mentis, Paderborn 2023, ISBN 978-3-11-032723-6 (250 S.).
- Mark Siebel und Mark Textor (Hrsg.): Semantik und Ontologie. Beiträge zur philosophischen Forschung (= Philosophische Forschung. Nr. 2). Ontos, Frankfurt am Main und Lancaster 2004, ISBN 978-3-11-032723-6 (445 S.).
- Mark Siebel (Hrsg.): Kommunikatives Verstehen (= Leipziger Schriften zur Philosophie. Nr. 16). Leipziger Universitätsverlag, Leipzig 2002, ISBN 978-3-95743-251-3 (266 S.).
- Mark Siebel, Mark Textor und Wolfgang Künne (Hrsg.): Bolzano and Analytic Philosophy (= Grazer Philosophische Studien. Nr. 53). Brill Rodopi, Amsterdam 1997, ISBN 978-90-420-0573-0 (englisch, 266 S.).

### Beiträge in Sammelbänden
- Mark Siebel: Bolzano’s Theory of Judgment. In: Brian Ball und Christoph Schuringa (Hrsg.): The Act and Object of Judgment. Historical and Philosophical Perspectives. Routledge, London 2019, ISBN 978-1-138-35138-7, S. 110–128 (englisch).
- Mark Siebel: Die platonische Lösung des Mehrwertproblems. In: Gerhard Schönrich (Hrsg.): Wissen und Werte. Mentis, Paderborn 2009, ISBN 978-3-89785-665-3, S. 95–118.
- Mark Siebel: Anti-Individualismus und Grice’sches Programm. In: Ulrike Haas-Spohn (Hrsg.): Intentionalität zwischen Subjektivität und Weltbezug. Mentis, Paderborn 2003, ISBN 978-3-89785-065-1, S. 111–135.

### Beiträge in Lexika
- 1 Beitrag in Gerhard Strube (Hrsg.): Wörterbuch der Kognitionswissenschaft. Klett-Cotta, Stuttgart 1996, ISBN 978-3-608-91705-5. (Ausdrucksvermögen, Ausdrucksstärke)
- 4 Beiträge in Peter Prechtl und Franz-Peter Burkard (Hrsg.): Metzler Philosophie Lexikon. J.B. Metzler, Stuttgart und Weimar 1996, ISBN 978-3-476-01679-9. (Familienähnlichkeit; Satz; Satztyp (Peirce); Urmaterie (materia prima))

### Artikel in Fachzeitschriften
- Alexander Max Bauer, Frauke Meyer, Jan Romann, Mark Siebel und Stefan Traub: Need, Equity, and Accountability. Evidence on Third-Party Distribution Decisions from a Vignette Study. In: Social Choice and Welfare. Band 59, 2022, ISSN 0176-1714, S. 769–814, doi:10.1007/s00355-022-01410-w (englisch).
- Stefania Centrone und Mark Siebel: Collections in Early Bolzano. In: Journal for the History of Analytical Philosophy. Band 6, Nr. 7, 2018, ISSN 2159-0303, S. 1–24, doi:10.15173/jhap.v6i7.3214 (englisch).
- Mark Siebel: Kant on Infinite and Negative Judgements. Three Interpretations, Six Tests, No Clear Result. In: Topoi. Band 36, 2017, ISSN 0167-7411, doi:10.1007/s11245-017-9476-6 (englisch).
- Mark Siebel: Ayers Kritik an Kants Definition analytischer Urteile. In: Kant-Studien. Band 105, Nr. 2, 2014, ISSN 0022-8877, S. 196–220, doi:10.1515/kant-2014-0010.
- Mark Siebel: Why Explanation and thus Coherence Cannot Be Reduced to Probability. In: Analysis. Band 71, Nr. 2, 2011, ISSN 0003-2638, S. 264–266, doi:10.1093/analys/anr019 (englisch).
- Mark Siebel: The Ontology of Meanings. In: Philosophical Studies. Band 137, 2008, ISSN 0031-8116, S. 417–426, doi:10.1007/s11098-007-9129-5 (englisch).
- Mark Siebel und Werner Wolff: Equivalent Testimonies as a Touchstone of Coherence Measures. In: Synthese. Band 161, Nr. 2, 2008, ISSN 0039-7857, S. 167–182, doi:10.1007/s11229-006-9155-4 (englisch).
- Mark Siebel: Against Probabilistic Measures of Coherence. In: Erkenntnis. Band 63, Nr. 3, 2005, ISSN 0165-0106, S. 335–360, doi:10.1007/s10670-005-4002-4 (englisch).
- Mark Siebel: Illocutionary Acts and Attitude Expression. In: Linguistics and Philosophy. Band 26, Nr. 3, 2003, ISSN 0165-0157, S. 351–366, doi:10.1023/A:1024110814662 (englisch).
- Mark Siebel: Bolzano’s Concept of Consequence. In: The Monist. Band 85, Nr. 4, 2002, ISSN 0026-9662, S. 580–599 (englisch).